# ФК Оногошт
Фудбалски клуб Оногошт, црногорски је фудбалски клуб из Никшића, који се такмичи у Трећој лиги Црне Горе у регији Центар.
Утакмице као домаћин обично игра на помоћном стадиону ФК Сутјеска.

## Историја
Године 2020. основан је КМФ Оногошт, након чега је 2021. у регистар Фудбалског савеза Црне Горе уписан ФК Оногошт, који се у почетку такмичио само у млађим категоријама, а на љето 2024. оформио је сениорску екипу. Почео је да се такмичи у регији Центар у сезони 2024/25. гдје је у петом колу изгубио од Челика 16 : 0, након чега је у седмом колу изгубио од Забјела кући 16 : 0. У седмом колу, на утакмици у гостима против Његоша, капитен Његоша Бранко Балшић је у паузи између два полувремена уложио приговор на наступ играча Оногошта са бројем 14 Стефана Ђурковића, истичући да је то заправо Алекса Ђурковић, који није регистровани играч Оногошта. Утакмица је завршена побједом Оногошта 8 : 3, након чега је делегат тражио идентификациони документ Стефана Ђурковића, који клуб није хтио да достави, али је он сликан и утврђено је да је на утакмици наступио Алекса Ђурковић и она је регистрована службеним резултатом 3 : 0 за Његош. На утакмици осмог кола, Оногошт је водио 6 : 1 против Олимпика пред крај првог полувремена, када је Олимпико остао без довољно играча да настави утакмицу и регистрована је оствареним резултатом, што је била прва побједа Оногошта у сезони.

## Резултати у такмичењима у Црној Гори
| Сезона   | Степен | Лига                | Бр.екипа           | Позиција            | Куп             |
| -------- | ------ | ------------------- | ------------------ | ------------------- | --------------- |
| 2024/25. | 3      | Трећа лига — Центар | 22 (2 групе по 11) | 7. мјесто у групи А | Није учествовао |